# فهد المالكي
فهد المالكي لاعب كرة قدم سعودي.
لعب سابقاً في النهضة ونادي الروضة ونادي الزلفي.

## روابط خارجية
- فهد المالكي على موقع قاعدة بيانات كرة القدم.إي يو (الإنجليزية)
- فهد المالكي على موقع Soccerway.com (الإنجليزية)
- فهد المالكي على موقع كووورة